# 1991년 이라크 봉기
1991년 이라크 봉기는 1991년 3월부터 4월까지 걸프 전쟁 이후 휴전 기간 동안 북부 및 남부 이라크에서 발생한 일련의 민중봉기이다. 대부분의 비협력적이었던 봉기는 아랍인들 사이에서는 샤아반 인티파다라고 불리며, 쿠르드인들 사이에서는 민족봉기라 불린다. 이 봉기는 이라크의 대통령 사담 후세인이 구조적인 사회 압박에 대한 책임이 있고, 정권 변화에 취약해졌다는 판단 하에 일어났다. 특히 정권의 취약성은 이란-이라크 전쟁과 걸프 전쟁의 결과에 크게 기인하며, 두 전쟁 모두 이라크의 인구와 경제를 파괴시켰다.
첫 두 주 동안 대부분의 이라크의 도시들은 반군에게 함락되었다. 봉기에는 군 학살자부터 시아파 이슬람주의자들, 극좌주의자들과 쿠르드 민족주의자들까지 민족적, 종교적, 정치적으로 다양한 계파들이 참여했다. 초기의 승리에 뒤이어 봉기는 국내 사단들의 지속적인 승리와, 기대했던 미국의 지지 부족으로 제지되었다. 사담 후세인의 수니파가 지배하는 바트당은 수도 바그다드의 통치권을 유지하려고 했고, 이라크 공화국 수비대가 선봉이 되어 봉기군을 무자비하게 탄압했다. 짧은 기간의 탄압 동안 수많은 사람들이 사망했고, 200만 명 이상의 사람들이 이산되었다. 분쟁 이후 이라크 정부는 티그리스-유프라테스 수자원에 대한 통치권을 강화했다. 이후 걸프 전쟁의 다국적 연합군은 이라크 비행금지구역을 북부 및 남부 이라크에 설정했고, 쿠르드 반군은 오늘날 쿠르드 자치구라 불리는 쿠르드 자치공화국을 수립했다.

## 같이 보기
- 아랍의 봄